# 肖家镇 (祁阳市)
肖家镇是中华人民共和国湖南省永州市祁阳市下辖的一个行政建制镇。2015年，祁阳县撤并小微乡镇。获得湖南省人民政府的批准后，11月24日，永州市人民政府下发永政函〔2015〕216号文件。将大江乡的十个建制村（澎家湾、塘岭、大院、黄沙、白竹、青石、百岭、唐家冲、赵家棚、龙凼）并入肖家村镇，设立肖家镇。建立时，下辖46个建制村，以及下白田社区、两河社区。肖家镇人民政府驻地为下白田社区（原肖家村镇人民政府驻地）。

## 行政区划
肖家镇下辖以下地区：
护民村、栗木村、豪富村、欧家村、共和村、先进村、清泉村、肖家村、尹清村、上白田村、下白田村、两河村、石家湾村、杨柳村、汪家村、金星村、码头村、芭蕉村、九龙村、牛岭村、柏树村、鸭婆亭村、大户村、福善村、太平村、梓山村、八庙村、九泥村、大屋村、九牛村、大桥村、三合村、上白鹭村、桐梓村、下白鹭村、慈源村、樟树桥村和元贝里村。